# 2,3-二甲基-2-丁烯
2,3-二甲基-2-丁烯是一种烯烃，化学式为(CH3)2C=C(CH3)2，它是无色液体，是最简单的四取代烯烃。它可以和低价金属形成金属-烯烃配合物；也可以和乙硼烷反应，生成thexylborane。